# Barbula robbinsii
Barbula robbinsii är en bladmossart som beskrevs av Edwin Bunting Bartram 1961. Barbula robbinsii ingår i släktet neonmossor, och familjen Pottiaceae. Inga underarter finns listade i Catalogue of Life.